# سوفوس بوغ
سوفوس بوغ (بالنرويجية البوكمول: Sophus Bugge)‏ هو مؤرخ أدبي وأستاذ جامعي نرويجي، ولد في 5 يناير 1833 في لارفيك في النرويج، وتوفي في 8 يوليو 1907 في Tynset ‏ في النرويج.

## وصلات خارجية
- سوفوس بوغ على موقع الموسوعة البريطانية (الإنجليزية)